# فیفا فوتبال ۲۰۰۲
فیفا ۲۰۰۲ (به انگلیسی: FIFA Football 2002) بازی ویدئویی منتشرشده در زمینهٔ شبیه‌سازی فوتبال ساخت شرکت الکترونیک آرتز ورزشی است که در نوامبر ۲۰۰۱ منتشر شده‌است. فیفا ۲۰۰۲ ، نهمین بازی از سری بازیهای فیفا است.

## گیم‌پلی
مکانیک بازی و تغییرات:
بارهای قدرت برای پاس‌ها معرفی شدند و راحتی دریبلینگ کاهش یافت تا سطح چالش بازی بالاتر رود. بار قدرت همچنین قابل تنظیم بر اساس ترجیحات بازیکن است. این بازی شامل نشان‌های باشگاه‌های اروپایی بیشتری شد، از جمله باشگاه‌های معروف هلندی مانند پی‌اس‌وی، آژاکس و فاینورد، اگرچه لیگ هلند در بازی حضور نداشت (این تیم‌ها تحت عنوان "بقیه تیم‌های جهان" قرار گرفتند). برای اولین بار، سوپر لیگ سوئیس نیز به بازی اضافه شد، اما به قیمت حذف لیگ یونان. همچنین سیستم کارت‌های پانینی معرفی شد که پس از برنده شدن در مسابقات خاص، کارت ستاره‌های فوتبال باز می‌شد.
حالت مسیر به جام جهانی: 
مشابه فیفا ۹۸، این بازی شامل حالت "مسیر به جام جهانی" با فرمت واقعی مرحله مقدماتی هر منطقه و تمام تیم‌های شرکت‌کننده (به جز اقیانوسیه) بود. با این حال، خود جام جهانی به عنوان بخشی از این حالت یا یک حالت جداگانه وجود نداشت. اگر بازیکن تیم‌های حاضر در جام جهانی ۲۰۰۲ (مانند فرانسه، ژاپن و کره جنوبی) را انتخاب می‌کرد، به جای آن باید با بازی‌های دوستانه رتبه فیفای تیم را بهبود می‌داد. به عنوان جایزه صعود از هر منطقه، جام‌های قاره‌ای مربوطه باز می‌شد (تنها باری که این جام‌ها در سری فیفا ظاهر شدند). برنده شدن هر جام قاره‌ای یک کارت پانینی از ستاره‌های آن قاره آزاد می‌کرد. پس از باز کردن و بردن تمام جام‌های قاره‌ای، جام کنفدراسیون‌ها به عنوان جایزه نهایی باز می‌شد (که آن هم تنها در این نسخه از فیفا حضور داشت).
تیم‌های ملی و لیگ‌ها: 
بیشتر تیم‌های ملی در بازی لایسنس نداشتند (حتی برخی مانند هلند بدون نام بازیکنان بودند)، و تیم‌های کوچک‌تر مانند باربادوس فقط با شماره بازیکنان نمایش داده شدند. این آخرین نسخه فیفا (غیر از نسخه‌های جام جهانی) بود که تیم ملی ژاپن در آن حضور داشت، چون پس از آن حق انحصاری به سری پرو ایولوشن کونامی داده شد. همچنین، این آخرین نسخه فیفا با حضور لیگ برتر اسرائیل و تیم‌های آن بود.
جلد بازی: 
تیری آنری، ستاره آرسنال و تیم ملی فرانسه، روی جلد بازی قرار گرفت. فیفا ۲۰۰۲ آخرین نسخه فیفا تا ده سال بعد بود که تنها یک نفر روی جلد آن بود، قبل از اینکه لیونل مسی به تنهایی در فیفا ۱۳ ظاهر شود.